# صمام الوريد الأجوف السفلي
صمامُ الوريد الأجوف السفلي أو صِمَامُ يوستاكيوسهو صمام وريدي يقع عند مكان اتصال الوريد الأجوف السفلي بالأذين الأيمن.

## النمو
أثناء النمو الجنيني يساعد الصمام على توجيه الدم الغني بالأكسجين من الأذين الأيمن للأذين الأيسر وتوجيهه بعيداً عن البطين الأيمن. قبل الولادة، يوجه الجهاز الدوراني الجنيني الدم الغني بالأكسجين القادم من المشيمة لكي يختلط مع الدم الوارد من الأوردة الكبدية في الوريد الأجوف السفلي. تدفق هذا الدم عبر الحاجز الأذيني من خلال الثقبة البيضوية يزيد محتوى الاكسجين من الدم في الأذين الأيسر. وهذا بدوره يزيد من تركيز الأكسجين من الدم في البطين الأيسر، والشريان الأورطي، والدوران التاجي والدورة الدموية في الدماغ النامي.
بعد الولادة وانفصال المشيمة، يتناقص محتوى الأكسجين في الوريد الأجوف السفلي. مع بداية التنفس، يستقبل الأذين الأيسر الدم الغني بالأكسجين من الرئتين عن طريق الأوردة الرئوية. مع زيادة تدفق الدم إلى الرئتين، تزداد كمية الدم المتدفق إلى الأذين الأيسر. عندما يتجاوز الضغط في الأذين الأيسر الضغط في الأذين الأيمن، تبدأ الثقبة البيضوية بالانغلاق ويحد ذلك من تدفق الدم بين الأذينين الأيمن والأيسر.

## الاختلافات
هناك تفاوت كبير في الحجم والشكل، والسمك، والملمس لصمام يوستاكيوس، وفي المدى الذي يتعدى به على الهياكل المجاورة مثل الحاجز الأذيني.
أحياناً يعبر الصمام قاعدة الأذين الأيمن من فتحة الوريد الأجوف السفلي ثم يُغرز في الجزء السفلي من الحاجز بين الأذينين بالقرب من الصمامات الأذينية البطينية. أحياناً عندما يكون الصمام ضخماً فيُغرز لأعلى، حينها يشبه مظهر أذين أيمن مقسوم في تخطيط صدى القلب، ولكنها حالة نادرة الحدوث. هذا النوع من التشوهات قد يتم الخلط بينه وبين العيب الخلقي القلب ثلاثي الأذينات.
لا يحتوي الوريد الأجوف العلوي على أي صمام مشابه كما أنه لا حاجة إلى صمام لأن تدفق العائد الوريدي في الوريد الأجوف العلوي يكون في اتجاه الجاذبية.

## الأهمية الإكلينيكية
يُرى صمام يوستاكيوس غالباً أثناء تخطيط صدى القلب عبر الصدر. وتصبح رؤيته أفضل أثناء تخطيط صدى القلب عبر المريء.
الارتباط بين صمام الوريد الأجوف السفلي واستدامة الثقب البيضاوي القلبي تم دراسته في مرضى السكتة الدماغية مجهولة السبب (cryptogenic stroke).

## التاريخ
تم وصف صمام يوستاكيوس لأول مرة بواسطة عالم التشريح الإيطالي bartolomeo eustachi (ولد بين عامي 1500 و 1513، توفي 1574).